# Wilhelm Zenker
Pour les articles homonymes, voir Zenker.
Wilhelm Zenker  né le 2 mai 1829 à  Heckelberg-Brunow et mort le 21 octobre 1899 à Berlin est zoologue, astronome et physicien allemand.

## Biographie
Wilhelm Zenker étudie à l'université de Berlin. En 1850, il soutient une thèse sur la structure interne de petits crustacés de la famille des ostracodes.
Il poursuit ses études en zoologie jusque fin 1952, en parallèle d'un travail d'enseignant. À partir de 1853, il occupe divers postes dans les sucreries et distilleries de betteraves jusqu'en 1860.
Il revient alors à Berlin, gagnant sa vie en tant qu'enseignant sans obtenir de poste fixe et il s'implique dans les associations savantes de Berlin.
Il s'intéresse à la photographie naissante. Il rédige en 1867 et 1868 plusieurs documents sur la photographie couleur montrant qu'il avait compris que certaines images couleurs, en particulier celles d'Edmond Becquerel était l'impression d'interférences d'ondes lumineuses incidente et réfléchie. Par analogie avec les ondes dans l'eau, Zenker propose que des ondes lumineuses stationnaires sont capables de refléter différentes couleurs. Il a pressenti sans pourvoir les  montrer les mécanismes qui permettront à Gabriel Lippmann d'inventer et expérimenter la photographie interférentielle.
À l'été 1868, Zenker participe, avec Hermann Wilhelm Vogel et Gustav Fritsch, à l'expédition envoyée à Aden pour photographier l'éclipse solaire totale du 18 août. Il découvre lors de ce périple l'importance du canal de Suez, alors en construction, pour le commerce international.
Zenker poursuit ensuite des études sur l'astronomie, les comètes, les spectromètres, les conditions climatologiques et des problèmes et instruments océanographiques tout en enseignant dans divers lycées. Il connait des difficultés financières et en 1881, il retourne vivre à Potsdam, où il est en relation avec Edmund Hartnack.

### Vie privée
Il se marie le 12 avril 1863 avec une des filles de l'écrivain Ludwig Rellstab. Sa femme décède le 2 mai 1880 d'une longue maladie. Ils n'ont pas de descendance.